# Кубок Фарерських островів з футболу 2009
Кубок Фарерських островів з футболу 2009 — 55-й розіграш кубкового футбольного турніру на Фарерських островах. Титул вперше здобув клуб Вікінгур.

## Календар
| Раунд            | Дата               | Матчі | Клуби   |
| ---------------- | ------------------ | ----- | ------- |
| Попередній раунд | 28-30 березня 2009 | 3     | 19 → 16 |
| 1/8 фіналу       | 9 квітня 2009      | 8     | 16 → 8  |
| 1/4 фіналу       | 29 квітня 2009     | 4     | 8 → 4   |
| 1/2 фіналу       | 13/28 травня 2009  | 4     | 4 → 2   |
| Фінал            | 29 липня 2009      | 1     | 2 → 1   |

## Попередній раунд
| Команда 1       | Рахунок | Команда 2        |
| --------------- | ------- | ---------------- |
| 28 березня 2009 |         |                  |
| Ройн (4)        | 1:2     | Ундрід (3)       |
| Творойрі (2)    | 6:0     | НІФ Ноульсой (4) |
| 30 березня 2009 |         |                  |
| Мідвагур (2)    | 4:1     | Скала (2)        |

## 1/8 фіналу
| Команда 1      | Рахунок      | Команда 2    |
| -------------- | ------------ | ------------ |
| 9 квітня 2009  |              |              |
| Б71 Сандур (2) | 0:1          | Фуглафйордур |
| Гойвік (2)     | 2:0          | Ундрід (3)   |
| Творойрі (2)   | 0:0 пен. 8:7 | Б36 Торсгавн |
| ВБ/Сумба (2)   | 0:4          | ЕБ/Стреймур  |
| Клаксвік       | 0:3          | 07 Вестур    |
| ГБ Торсгавн    | 2:1          | НСІ Рунавік  |
| Вікінгур       | 5:0          | Мідвагур (2) |
| АБ Аргир       | 3:2          | Б68 Тофтір   |

## 1/4 фіналу
| Команда 1      | Рахунок      | Команда 2    |
| -------------- | ------------ | ------------ |
| 29 квітня 2009 |              |              |
| Творойрі (2)   | 1:1 пен. 3:4 | АБ Аргир     |
| Вікінгур       | 2:1          | ГБ Торсгавн  |
| ЕБ/Стреймур    | 1:0          | Гойвік (2)   |
| 07 Вестур      | 0:3          | Фуглафйордур |

## 1/2 фіналу
| Команда 1         | Заг. | Команда 2   | 1-й матч | 2-й матч |
| ----------------- | ---- | ----------- | -------- | -------- |
| 13/28 травня 2009 |      |             |          |          |
| АБ Аргир          | 2:5  | ЕБ/Стреймур | 1:1      | 1:4      |
| Фуглафйордур      | 0:6  | Вікінгур    | 0:1      | 0:5      |

## Фінал
| 29 липня 2009 17:00 (EEST) |

| ЕБ/Стреймур               | 2:3      | Вікінгур                                 |
| ------------------------- | -------- | ---------------------------------------- |
| П.Гансен 15' А.Гансен 89' | Протокол | Г.Дьюрхуус 6' А.Олсен 47' Юстінуссен 87' |

| «Гундадалур», Торсгавн Глядачів: 2 900 Арбітр: Палл Аугустінуссен |